# Canal de Jonage
Le canal de Jonage est une dérivation du Rhône construite pour alimenter l'usine hydro-électrique de Cusset à Villeurbanne, ainsi que pour assurer la continuité de la navigation en amont de Lyon.
Le Vieux Rhône conflue dans le canal sur le territoire de Vaulx-en-Velin avant que celui-ci ne reforme le Rhône en rejoignant le canal de Miribel à la frontière de Vaulx-en-Velin et Villeurbanne.

## Caractéristiques
Le canal de Jonage constitue un exemple des aménagements hydro-électriques du Rhône. Le chantier de construction s'ouvre en 1894 et s'achève en 1899,. L' aménagement a un triple objectif : la production d'électricité dans le but d'une électrification massive, l'amélioration de la navigation et la fourniture de l'eau. Jusqu'à 3 000 personnes ont travaillé sur ce chantier.
Il est construit grâce à une digue à flanc de collines sur les communes de Jonage, Meyzieu, Décines-Charpieu, Vaulx-en-Velin et Villeurbanne. Sa mise en place bouleverse le cours naturel de la Rize.
Son débit maximal est durant les crues de 2 500 m3/s.
La longueur du canal est de 18,850 km.
En son milieu, la digue s'écarte de la colline pour créer le  bassin du Grand Large qui à l'origine était prévu pour servir de bassin compensateur. Il régule le volume d'eau en aval pour assurer le fonctionnement de l'usine hydro-électrique de Cusset. Le déversoir d'Herbens évacue l'eau en cas de trop plein .

## Ouvrages

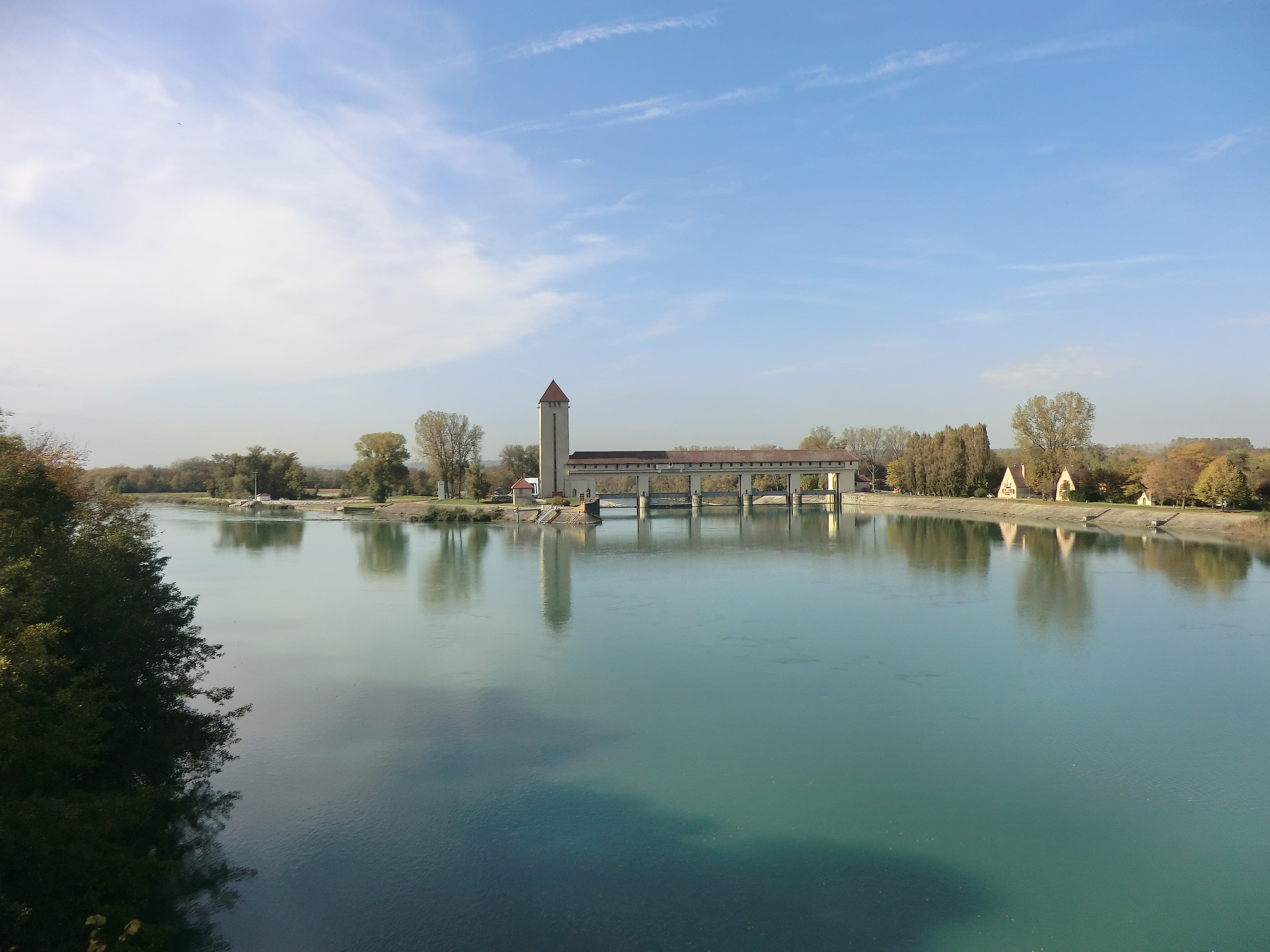
À droite, le barrage de Jons et le début du canal de Miribel ; à gauche, l'orée du canal de Jonage.

- Barrage de Jons[1] situé à l'orée du canal de Miribel, à l'origine du canal de Jonage (à Jons/Niévroz).
- Écluse double de Cusset[1].
- usine hydro-électrique de Cusset.
- Déversoir des Balmes Viennoises, en amont du réservoir du Grand-Large[1].
- Le pont d'Herbens, à l'orée du réservoir du Grand-Large (pont construit en 1896).
- Le pont de Croix-Luizet, reliant l'autoroute A42 au boulevard périphérique de Lyon.